# 林少貓
林少貓（1865年—1902年），本名苗生，字義成，小名少貓，生於大清福建省臺灣府鳳山縣港西下萬丹街竹篙濫（今屏東縣萬丹鄉萬全村），以小名稱世。乃是台灣早期的抗日領袖，與簡大獅、柯鐵虎並稱為「獅虎貓三猛」、「抗日三猛」，在台灣日治時期初期，抗日7年後，受台灣總督府招降，1902年遭總督府襲殺。

## 生平
林少貓為臺灣清治時期鳳山縣港西下萬丹街竹篙濫客家人（今屏東縣萬丹鄉萬全村），後於阿猴（今屏東縣屏東市）經營「金長美碾米廠」，也在阿猴市場中販魚及豬肉，逐漸致富，市場客販多暱稱其小名「少貓」。
林少貓之父曾在阿猴北勢頭做殺豬生意，林少貓協助其父的生意，結交許多社會人士，在阿猴一帶的商場很有勢力，支配了魚市與豬肉市場。在下淡水縣丞推薦下，台南府知府將他請至台南擔任營官。
後清朝因甲午戰爭戰敗，故於1895年依照馬關條約，將福建臺灣省、澎湖廳割讓給日本。同年，林少貓接獲此消息後，即散家資，以銀元召募閩南人、客家人千餘人，與七百名排灣族勇士合成抗日部隊，共達兩千餘人，並獲得劉永福之軍火援助。
1896年，雲林大屠殺慘案發生，林少貓攻打阿猴日本憲兵屯所。1897年，攻打鳳山、潮州一帶。據《警察沿革志》紀載：「（林少貓）絲毫不害良民，概以屠戮日本文武官員為旨。」林少貓劫掠日本人或親日者的財物後，「且常賑恤附近諸莊，巧售私恩」，以致「人民暗自以少貓為德者甚多，競相掩護其蹤跡。」
臺灣總督府甚至稱：「（林少貓）為南台灣最剽悍、最令官憲棘手人物。」但林少貓有私兵護衛，不易拘捕，於是總督府決議招撫，保證林少貓可率領原部兵馬屯田居於麟洛，一說後壁林（位於今高雄市小港區）。
總督府懸賞鉅款，募人暗殺林少猫也不得要領，乃聘熟悉南台情形的臺南廳通譯富地近思處理，請打狗豪商、士紳陳中和，夥同臺南許廷光、鳳山陳少山、阿緱蘇雲梯等人勸降。
林少貓提出十條要求，後被總督府接受而發給「十大要求准許書」，遂在1899年5月20日，率部屬卅餘人下山投降，除徵收民稅外，其餘要求皆被日本接納。明治三十三年(1900年)二月二十八日，於阿緱憲兵屯所舉行歸順典禮。
1902年5月28日，臺灣總督府幕僚村岡恆利銜兒玉源太郎總督之命，抵達臺南混成旅團司令部，召開會議口述總督對討伐林少貓之訓示，以警察隊擊斃林少貓及其他首領為先，憲兵及軍隊為警察後援。5月30日憲兵、守備隊與警察隊趁深夜包圍後壁林，5月31日上午，派警部一名及巡查五名去誘出林少貓至大橋頭，但為林少貓察覺並即刻閉門嚴加防備；當日下午，配置於中廍庄之砲兵開始砲擊，攻擊行動交戰達三小時，林少貓等徒眾，自庄之西門逃走。林少貓於後壁林住宅約五町處被擊斃，林少貓的侍從林占魁受重傷被抓，送至鳳山醫院後死亡。壯丁團長林漏太、首領吳萬興、林少貓之妻、林少貓胞弟林必之子林雄與林生等十二名，在包圍行動中遭擊斃。之後日本採取行動，搜索藉抗日義民的嫌疑犯和跟林少貓親近的人士，大州庄多數士紳被殺害，而黃福港的父親因和阿猴辦務署參事蘇雲梯有交往所以倖免被放。
據屏東縣萬丹鄉社口村民簡清良的回憶，生於1916年的他，稱兒時在店仔頭聽長輩說：「其在粿葉樹崙的基地還存在，很多人為了攀援林少貓都跟林少貓打交道，有些商人要把東西搬運到鳳山也要插上林少貓的旗幟，以便通暢無阻，有一年林少貓為母親舉行祝壽會時，萬丹加禮濫庄協內林家有三戶富商，也送禮到大崙作為賀禮，並在禮簿上簽了名，後來日軍誘殺林少貓後，這林家三戶也遭受禍延」。

## 謠言
網路上有謠言流傳，宣稱由台灣教師蘇全福所著《屏東縣鄉賢傳略》稱政治人物蘇貞昌的祖父蘇雲英向日軍提供不少情報，以致林少貓被日軍殲滅，又說蘇雲英進一步提供抗日義民嫌疑犯和林少貓親近人士名冊，網羅罪名，被殺害者達到數百人。然而書中「蘇雲梯，蘇雲英，蘇雲龍傳略」只有介紹三兄弟在地方上的領導經歷及從事的實業，以及盛讚老大蘇雲梯「前清廩生，為人磊落，慷慨赴俠義，豁達有大志」，並無寫到打擊林少貓一事。

針對有關謠言，蘇貞昌出示蘇雲英資助抗日軍餉的台灣民主國安全公司股份票，以及蘇雲英親筆題字感慨日治時期民權不彰的摺扇。

## 土匪爭議
陳中和去世後，時任高雄州協議會員、澎湖廳民會代表陳光燦及「高雄鼓善社」的陳江力，各自在祭文中述明：「帝國領台，皇軍剿匪，民心恐剽，逃竄一空，公明大義，為國家盡忠良，為地方保安寧，曉示皇軍紀律絲毫無犯，使民眾安居樂業，其造福於地方，又足為吾人感念而追悼者四也。」「林匪跋扈，人民苦痛，公以恩德兼施，協助官憲，功誘歸誠，上得以報國家之私，下得以盡地方之責，迄寵受。」
1983年，時任高雄市議員的洪壽美以「吞金事件」影射時任議長陳田錨的祖父陳中和侵吞老東家財產，引發陳中和是否為「漢奸」的爭議，洪壽美遭陳中和後代控告毀謗，1984年5月一審判決處有期徒刑九個月。5月27日，時任高雄市議會議長陳田錨接受《中國晚報》記者訪問時稱：「林少貓過去是土匪，不能將所有反抗日本政府的人，都看成抗日義士，很多人寫信給市政府和議會，指出台灣史上對於林少貓記載的真實性。」。此言引起大中華主義學者王曉波於《夏潮論壇》撰文批評，認為陳田錨必須向抗日先烈謝罪，稱「如果這樣的陳中和不是漢奸的話，那麼引清軍入關的吳三桂是不是漢奸呢？」。
1984年4月19日，國民黨籍的議員楊振添（陳麗娜公公）表示民政局「認賊作父」，稱紅毛港有位九十二歲的老先生可細說林少貓事蹟，說林少貓是土匪；另一議員鄭明進（國民黨籍）也稱「夢到去世的祖父罵他，怎能讓陽間崇拜林少貓」。據高雄市議會第一屆第五次定期大會質詢議事錄所載，4月24日楊振添在市政總質詢時要求民政局要徹底了解林少貓，應該去小港地區去訪問八十歲以上老輩，稱「林少貓是一個殺人不見血的土匪」，並稱夢見忠烈祠的英雄不滿與林少貓同列，要求民政局對林少貓的事徹底調查。鄭明進則表示他訪問他父親及老一輩的人，「經過查證，當時林少貓聚集了將近四百人，在大橋頭，就是目前沿海路中鋼的東側門附近，在那裡無惡不作，是一個道道地地的土匪。他下令附近的百姓，必須每年進貢，就如古代的皇帝，附近的百姓都不能安居樂業。」。

## 相關文藝
- 世界第一本台語發音的武俠小說，施達樂（本名施百俊）著《小貓》即以林少貓為主角，於2008年11月發行。
- 《小貓》之後，施達樂於2010年再度以林少貓為主角，推出另一台灣武俠小說《本色》。
- 電影《義膽忠魂》，又名《俠盜正傳》，劇中提及林少貓喪生一事。
- 明華園戲劇總團改編自施達樂《小貓》推出的文學跨界作品《俠貓》。